# Dillsboro (Carolina del Nord)
Dillsboro è un comune degli Stati Uniti d'America, situato in Carolina del Nord, nella contea di Jackson.